# Lee Ritenour

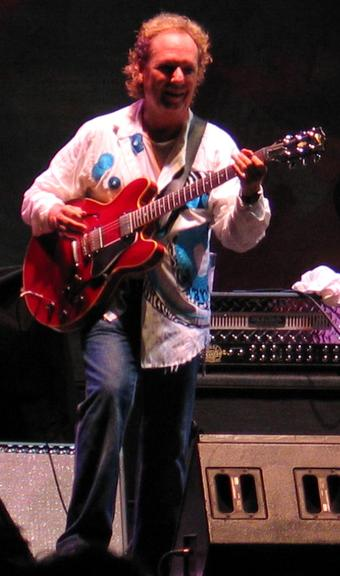

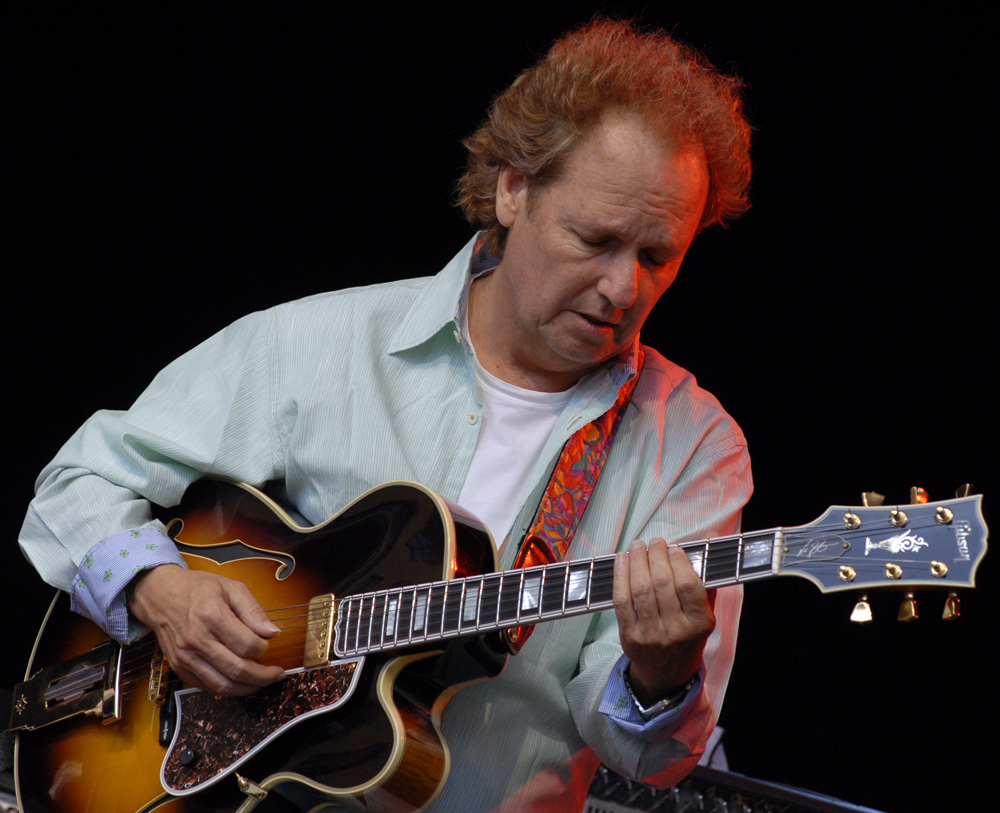
En el Festival de Jazz de Estocolmo 2009, Suecia

Lee Mack Ritenour (1 de noviembre de 1952, Hollywood, California) es un guitarrista polifacético principalmente de Jazz fusión. Ha sido nominado 17 veces al Grammy y ha tocado con importantes músicos como Dave Grusin, Larry Carlton y Marcus Miller.

## Carrera
Lee Ritenour estudió guitarra con varios profesores cualificados, entre ellos el maestro de la guitarra de jazz, Joe Pass. Desde los doce años trabajaba como músico profesional en grupos como los Esquires, el Afro Blue Quintet, el trío de Craig Hundley y en el famoso grupo de Sérgio Mendes Brasil 77. A los 16 años hizo su primera sesión junto al grupo The Mama's and the Papa's y dos años después colaboró en las actuaciones de Tony Bennett y Lena Horne en el Dorothy Chandler de Los Ángeles. En 1973 formó un grupo con John Pisano, antiguo guitarrista de Herb Alpert, y al año siguiente con Dave Grusin, antiguo pianista del ya citado grupo Brasil 77. Con Grusin, veterano pianista, compositor, productor y cofundador del sello GRP inició una magnífica relación profesional compartiendo con él la autoría de algunos discos como Harlequin. 

Influenciado en sus años jóvenes por los estilos relajantes de Wes Montgomery, Joe Pass y Barney Kessel, ha conseguido poseer un estilo propio y fluido. Su debut discográfico como líder fue en 1976 para el sello Epic con el álbum First Course. Lee Ritenour ha desarrollado a lo largo de su carrera otros estilos musicales distintos al jazz; sus coqueteos con la fusión del jazz con otros ritmos, fundamentalmente brasileños. De hecho, muchos de los músicos que comparten discografía con él, son originarios de Brasil. En 1979 graba para GRP, el álbum Río, el disco más importante de esa época donde el jazz y el bossa se daban la mano.
Durante su carrera, Ritenour ha sido nominado 17 veces a los premios Grammy; consiguió varios álbumes de oro, y abundantes números uno en concursos de guitarra. Sus discos, cerca de una veintena, están grabados mayoritariamente para GRP, y su mayor éxito lo obtuvo en 1994 con el álbum Larry & Lee, a dúo con el también guitarrista, Larry Carlton.

## Discografía
| Fecha | Título                              | Discográfica                  |
| ----- | ----------------------------------- | ----------------------------- |
| 1976  | First Course                        | Epic #EK 46114                |
| 1977  | Gentle Thoughts                     | JVC #VDJ-1001                 |
| 1977  | Captain Fingers                     | Epic #PE 34426                |
| 1978  | Friendship                          | Jasrac #VDJ-1003              |
| 1978  | The Captain's Journey               | Elektra No. 6E-136            |
| 1978  | Where Go The Boats (Con John Handy) | In Akustik Records            |
| 1979  | Rio                                 | GRP Records #GRD-9524         |
| 1979  | Feel the Night                      | Discovery No. 71010           |
| 1980  | The Best of Lee Ritenour            | Epic #EK 36527                |
| 1981  | Rit                                 | Discovery No. 71013           |
| 1982  | Rit 2                               | Discovery No. 71017           |
| 1983  | On The Line , con Dave Grusin       | GRP Records #GRD-9525         |
| 1984  | Banded Together                     | Discovery No. 71018           |
| 1985  | Harlequin, con Dave Grusin          | GRP Records #GRD-9522         |
| 1986  | Earth Run                           | GRP Records #GRP-D-9538       |
| 1987  | Portrait                            | GRP Records #GRD-9553         |
| 1988  | Festival                            | GRP Records #GRD-9570         |
| 1989  | Color Rit                           | GRP Records #GRD-9594         |
| 1990  | Stolen Moments                      | GRP Records #GRD-9615         |
| 1991  | Joyride                             | Nova                          |
| 1993  | Wes Bound                           | GRP Records #GRD-9705         |
| 1995  | Larry & Lee, con Larry Carlton      | GRP Records #GRD-9817         |
| 1997  | Alive In L.A.                       | GRP Records #GRD-9882         |
| 1997  | A Twist of Jobim                    | I.E. Music No. 314 533 893-2  |
| 1998  | This Is Love                        | i.e. Music No. 314 557 290-2  |
| 1999  | Two Worlds                          | Decca No. 012 157 960-2       |
| 2001  | A Twist Of Marley                   | GRP Records #UCCR-1003        |
| 2002  | Rit's House                         | GRP Records #VERF 01197-2     |
| 2003  | A Twist of Motown                   | GRP Records #B0000115-02      |
| 2005  | Overtime                            | Peak Records #PKD-8531-2      |
| 2005  | World Of Brazil                     | GRP Records #B0004926-02      |
| 2006  | Smoke N Mirrors                     | Peak Records #PKD-30018-2     |
| 2008  | Amparo, with Dave Grusin            | Decca Records #UCCU-1192      |
| 2010  | 6 String Theory                     | Concord Records #CRE-31911-02 |
| 2012  | Rhythm Sessions                     | Concord Records #CRE-33709-02 |
| 2020  | Dreamcatcher                        | The Players Club Records      |
| 2024  | Brasil, with Dave Grusin            | Captain finger Records        |

### ConFourplay
| Fecha | Título             | Discográfica |
| ----- | ------------------ | ------------ |
| 1991  | Fourplay           | Warner Bros. |
| 1993  | Between the Sheets | Warner Bros. |
| 1994  | Elixir             | Warner Bros. |